# Insulina aspart
La insulina aspart, que se vende bajo la marca Novolog, entre otras, es un tipo de insulina fabricada que se usa para tratar la diabetes tipo 1 y tipo 2 . Suele administrarse justo antes de comer. Por lo general, se usa mediante una inyección debajo de la piel, pero también se puede usar mediante una inyección en una vena . El efecto máximo ocurre después de aproximadamente 1 a 3 horas y dura de 3 a 5 horas. Por lo general, también se necesita una insulina de acción prolongada como la NPH .
Entre los efectos secundarios más frecuentes se incluyen bajadas de azúcar, reacciones alérgicas, picor y dolor en el lugar de la inyección. Otros efectos secundarios graves pueden ser bajadas de potasio en sangre. Su uso durante el embarazo y la lactancia suele ser seguro. Funciona igual que la insulina humana, ya que aumenta la cantidad de glucosa que absorben los tejidos y disminuye la cantidad de glucosa producida por el hígado. Se trata de una forma fabricada de insulina humana en la que se ha cambiado un único aminoácido, concretamente una prolina por un ácido aspártico en la posición B28.
La insulina aspart fue aprobada para uso médico en los Estados Unidos en el año 2000. En el Reino Unido cuesta al NHS alrededor de 1,89 libras esterlinas por cada 100 unidades a partir de 2019. En los Estados Unidos el coste al por mayor de esta cantidad es de unos 30,00 dólares estadounidenses.  En 2017, fue el 56.º medicamento más recetado en los Estados Unidos, con más de 14 millones de recetas. La fabricación implica levadura, a la que se le ha puesto el gen de la insulina aspart en su genoma. Esta levadura luego produce la insulina, que se cosecha del biorreactor.